# Liebfrauenpfründhaus
Das Liebfrauenpfründhaus oder Frühmesserhaus Unserer Lieben Frau ist ein denkmalgeschütztes Gebäude innerhalb von Neustadt an der Weinstraße.

## Lage
Das Gebäude liegt im Nordwesten des Stadtteils Hambach an der Weinstraße am Südosthang des Heidelbergs in der örtlichen Enggasse 20. Der gesamte Gebäudekomplex befindet sich teilweise in terrassierter Hanglage.

## Geschichte
Die Frühmesserei „Unserer lieben Frau“ mit ihrem Pfründhaus entstand Mitte des 14. Jahrhunderts – damals „Benefiziathaus“ genannt – „im hinteren Eck“ unterhalb des Heidelbergs auf Initiative der Gemeinde Hambach sowie des zuständigen Pfarrers. Im Jahr 1753 wurde an die Stelle ein Neubau nach Plänen des Maurermeisters Mathes Fischer errichtet; lediglich der Weinkeller des Vorgängerbaus blieb übrig und wurde ins neue Gebäude integriert. 1781 fand ein Aus- und Neubau der Nebengebäude statt. 1889 folgte außerdem ein Umbau der zugehörigen Scheune. Das Kaplaneihaus wurde derweil verkauft. Ab 1904 fungierte das Gebäude als Erholungsheim der Schwestern von St. Magdalena in Speyer.
In der Folgezeit wurden erneut bauliche Veränderungen durchgenommen. Der Anbau der neubarocken Kapelle erfolgte in den Jahren 1912 und 1913 durch den Architekten J. Graf aus Speyer; zugleich erhielt das restliche Bauwerk einen weiteren Umbau.
Mittlerweile wurde der Gebäudekomplex in Eigentumswohnungen umgewandelt. Im Laufe der 2000er Jahre wurde am Bauwerk – wie bei vielen anderen innerhalb von Hambach – eine Tafel mit der Überschrift Liebfrauenpfründhaus angebracht, die einen geschichtlichen Abriss über das Gebäude enthält.